# Krzysztof Owczarek (generał)
Krzysztof Owczarek (ur. 15 stycznia 1942 w Piotrkowie Trybunalskim, zm. 25 czerwca 2016 r.) – generał brygady WP.
We wrześniu 1961 wstąpił do Oficerskiej Szkoły Korpusu Bezpieczeństwa Wewnętrznego w Legnicy, po ukończeniu której został dowódcą plutonu piechoty w 12 Pułku KBW w stopniu podporucznika. Od 1967 był instruktorem sekcji politycznej w 41 Pułku Zmechanizowanym w Szczecinie (12 Dywizja Zmechanizowana w Szczecinie), od 1969 kierownikiem klubu żołnierskiego w tym pułku.
Skończył studia w Wojskowej Akademii Politycznej im. W.I. Lenina w Moskwie i został zastępcą dowódcy 41 Pułku Zmechanizowanego ds. politycznych. Od 1977 starszy instruktor oddziału organizacyjnego w Zarządzie Politycznym Pomorskiego Okręgu Wojskowego w Bydgoszczy. W 1980 został zastępcą dowódcy 8 Dywizji Zmechanizowanej ds. politycznych w Koszalinie, w 1982 - szefem oddziału - zastępcą szefa Zarządu I Organizacyjnego w Głównym Zarządzie Politycznym Wojska Polskiego w Warszawie. W 1983 mianowany pułkownikiem. Od lutego 1987 do stycznia 1989 zastępca dowódcy Warszawskiego Okręgu Wojskowego ds. politycznych - szef Zarządu Politycznego tego okręgu. Jesienią 1988 gen. Wojciech Jaruzelski nadał mu stopień generała brygady. Od 23 I 1989 zastępca komendanta Wojskowej Akademii Technicznej im. Jarosława Dąbrowskiego ds. politycznych (później: ds. wychowawczych) - szef wydziału politycznego akademii. 26 kwietnia 1990 mianowany szefem Departamentu Wychowania WP (do 14 IV 1992) Następnie szef Misji Polskiej - przedstawiciel RP w randze ministra pełnomocnego w Komisji Nadzorczej Państw Neutralnych w Korei (do 28 II 1995). Od grudnia 1995 zastępca dowódcy WOW - dowódca grupy Organizacyjno-Przygotowawczej Przedyslokowania Dowództwa WOW. 1998-1999 doradca wojskowy szefa misji OBWE w Gruzji, potem w dyspozycji MON. W kwietniu 2000 zakończył zawodową służbę wojskową i został przeniesiony do rezerwy, a w 2002 w stan spoczynku.

## Odznaczenia
- Krzyż Kawalerski Orderu Odrodzenia Polski (1985)
- Złoty Krzyż Zasługi
- Złoty Medal „Siły Zbrojne w Służbie Ojczyzny”
- Srebrny Medal Siły Zbrojne w Służbie Ojczyzny
- Złoty Medal Za zasługi dla obronności kraju
- Srebrny Medal Za zasługi dla obronności kraju
- Brązowy Medal Za zasługi dla obronności kraju